# تپه قلعه قره‌گل
تپه قلعه قره گل مربوط به اوایل اسلام است و در شهرستان سقز، بخش زیویه، روستای قره گل واقع شده و این اثر در تاریخ ۲۵ اسفند ۱۳۸۰ با شمارهٔ ثبت ۵۱۱۱ به‌عنوان یکی از آثار ملی ایران به ثبت رسیده است.